# Bruna Carvalho
Bruna Carvalho (São Paulo, Brasil) 16 de abril de 2000) es una  actriz brasileña. Además de los comerciales ya realizados, su primer trabajo fue la telenovela Amor e Revolución en 2011 como "Lara Fiel". Ganó más protagonismo en 2013 cuando interpretó a "Bel" en Chiquititas.

## Carrera
Bruna es hija de Angélica Celina Fernandes y Sérgio Carvalho. Su carrera comenzó a los 10 años tomando clases de teatro y canto luego de convencer a sus padres de que su vocación era por las artes. En 2012, participó en la Telenovela Carrossel de SBT, interpretando al personaje de Nina. En 2013 actuó en la Adaptación de la telenovela infantil Chiquititas, como el personaje de Isabel (Bel), papel que fue muy importante para su carrera. En 2021 participó en los largometrajes A Menina que Matou os Pais y El niño que mató a mis padres interpretando a Rafaela.

## Filmografía
| Año       | Título           | Personaje             | Nota(s)       |
| --------- | ---------------- | --------------------- | ------------- |
| 2011      | Amor e Revolução | Lara de Oliveira Fiel | Secundario    |
| 2012      | Carrossel        | Nina                  | Participación |
| 2013–2015 | Chiquititas      | Isabel Ribeiro (Bel)  | Secundario    |

### Cinema
| Año  | Título                       | Personaje         |
| ---- | ---------------------------- | ----------------- |
| 2018 | Querida Mamãe                | Priscilla Queiroz |
| 2021 | A Menina que Matou os Pais   | Rafaela           |
| 2021 | O Menino que Matou Meus Pais | Rafaela           |

### Internet
| Año       | Título           | Cargo        | Notas   |
| --------- | ---------------- | ------------ | ------- |
| 2019–2020 | Dezesseis Brunas | Presentadora | YouTube |